# Cnemaspis rammalensis
Espèce
Cnemaspis rammalensis est une espèce de geckos de la famille des Gekkonidae.

## Répartition
Cette espèce est endémique du Sri Lanka. Elle se rencontre à Rammalakanda dans le district d'Hambantota.

## Étymologie
Son nom d'espèce, composé de rammal[akanda] et du suffixe latin -ensis, « qui vit dans, qui habite », lui a été donné en référence au lieu de sa découverte, Rammalakanda.

## Publication originale
- Vidanapathirana, Gehan-Rajeev, Wickramasinghe, Fernando & Mendis-Wickramasinghe, 2014 : Cnemaspis rammalensis sp. nov., Sri Lanka’s largest day-gecko (Sauria: Gekkonidae: Cnemaspis) from Rammalakanda Man and Biosphere Reserve in southern Sri Lanka. Zootaxa, no 3755 (3), p. 273–286.